# Berry Kroeger
Pour les articles homonymes, voir Kröger.
(Walker) Berry Kroeger est un acteur américain, né le 16 octobre 1912 à San Antonio (Texas), mort le 4 janvier 1991 à Los Angeles (Californie).

## Biographie

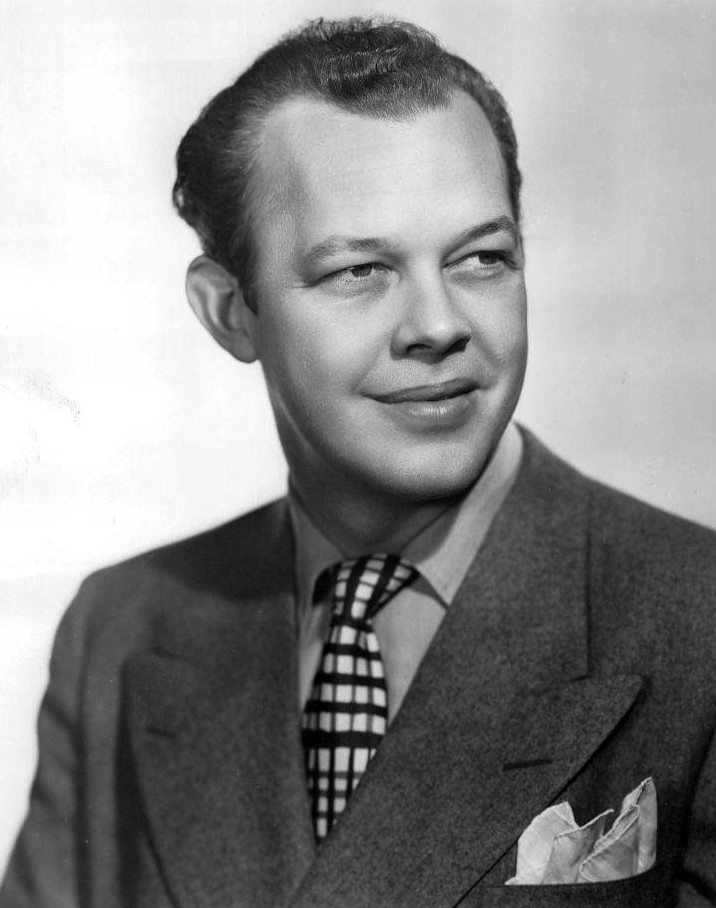
En 1947

Berry Kroeger entame sa carrière d'acteur au théâtre et joue notamment à Broadway (New York), la première fois en 1943. Parmi les six pièces qu'il y interprète — la dernière en 1955 —, mentionnons La Tempête de William Shakespeare (1945, avec Canada Lee, Arnold Moss et Vera Zorina), ainsi que Jeanne de Lorraine de Maxwell Anderson (1946-1947, avec Ingrid Bergman dans le rôle-titre, Romney Brent et Sam Wanamaker).
Il tient son dernier rôle à Broadway en 1956, dans la comédie musicale Shangri-La (en), adaptation du roman Les Horizons perdus de James Hilton mise en musique par Harry Warren, avec Jack Cassidy, Alice Ghostley, Dennis King et Carol Lawrence.
Au cinéma, après un petit rôle non crédité (voix uniquement) dans Ses trois amoureux de Garson Kanin (1941), il contribue à trente-quatre autres films américains (ou en coproduction), depuis Le Rideau de fer de William A. Wellman (1948, avec Dana Andrews et Gene Tierney) jusqu'à Génération Proteus de Donald Cammell (1977, avec Julie Christie et Fritz Weaver).
Entretemps, citons La Proie de Robert Siodmak (1948, avec Victor Mature et Richard Conte), Le Démon des armes de Joseph H. Lewis (1950, avec Peggy Cummins et John Dahl), L'Allée sanglante de William A. Wellman (1955, avec John Wayne et Lauren Bacall), Les Sept Voleurs d'Henry Hathaway (1960, avec Edward G. Robinson et Rod Steiger), ou encore La Vie privée d'Hitler de Stuart Heisler (1962, avec Richard Basehart et Cordula Trantow).
À la télévision, outre cinq téléfilms (1952-1965), Berry Kroeger apparaît dans cinquante-sept séries entre 1950 et 1978, dont Perry Mason (sept épisodes, 1958-1964), Daniel Boone (deux épisodes, 1967) et Le Riche et le Pauvre (un épisode, 1976).
Il est également connu pour avoir participé à plusieurs émissions radiophoniques, dont Les Mystères d'Inner Sanctum (douze épisodes, 1944-1950).

## Théâtre à Broadway (intégrale)
(pièces, sauf mention contraire)
- 1943 : The World's Full of Girls, adaptation par Nunnally Johnson du roman de Thomas Bell : Miley
- 1945 : La Tempête (The Tempest) de William Shakespeare : Antonio
- 1945 : Therese, adaptation par Thomas Job du roman Thérèse Raquin d'Émile Zola : Camille
- 1946-1947 : Jeanne de Lorraine (Joan of Lorraine) de Maxwell Anderson : Sheppard
- 1950 : Jules César (Julius Caesar) de William Shakespeare : Casca
- 1954-1955 : Reclining Figure d'Harry Kurnitz : Paul Weldon
- 1956 : Shangri-La, comédie musicale, musique d'Harry Warren, lyrics et livret de Jerome Lawrence, Robert E. Lee et James Hilton, d'après le roman Les Horizons perdus (Lost Horizon) de ce dernier, costumes d'Irene Sharaff : le grand lama

## Filmographie partielle

### Cinéma
- 1941 : Ses trois amoureux (Tom Dick and Harry) de Garson Kanin : un jeune homme dans le film (voix)
- 1948 : Le Rideau de fer (The Iron Curtain) de William A. Wellman : John Grubb alias Paul
- 1948 : La Proie (Cry of the City) de Robert Siodmak : W. A. Niles
- 1948 : Acte de violence (Act of Violence) de Fred Zinnemann : Johnny
- 1948 : La Fin d'un tueur (The Dark Past) de Rudolph Maté : Mike
- 1949 : Les Marins de l'Orgueilleux (Down to the Sea in Ships) d'Henry Hathaway : Manchester
- 1949 : L'Homme de Kansas City (Fighting Man of the Plains) d'Edwin L. Marin : Cliff Bailey
- 1949 : Cagliostro (Black Magic) de Gregory Ratoff : Alexandre Dumas
- 1949 : Enquête à Chicago (Chicago Deadline) de Lewis Allen : Solly Wellman
- 1950 : Trahison à Budapest (Guilty of Treason) de Felix E. Feist : Colonel Timar
- 1950 : Le Démon des armes (Deadly Is the Female ou Gun Crazy) de Joseph H. Lewis : Packett

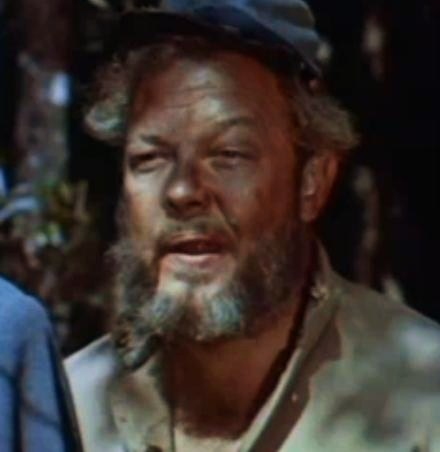
Dans Cinq déserteurs (1955)

- 1952 : Battles of Chief Pontiac de Felix E. Feist : Colonel von Weber
- 1955 : L'Allée sanglante (Blood Alley) de William A. Wellman : Feng
- 1955 : Cinq déserteurs (Yellowneck) de R. John Hugh : Plunkett
- 1956 : Man in the Vault d'Andrew V. McLaglen : Willis Trent
- 1960 : Les Sept Voleurs (Seven Thieves) d'Henry Hathaway : Hugo Baumer
- 1960 : The Walking Target d'Edward L. Cahn : Arnie Hoffman
- 1960 : L'Histoire de Ruth (The Story of Ruth) d'Henry Koster : Huphim
- 1961 : Atlantis, terre engloutie (Atlantis the Lost Continent) de George Pal : le chirurgien
- 1962 : Womanhunt (en) de Maury Dexter : Petrie / Osgood
- 1962 : La Vie privée d'Hitler (Hitler) de Stuart Heisler : Ernst Röhm
- 1964 : Youngblood Hawke de Delmer Daves : Jock Maas
- 1964 : The Time Travelers d'Ib Melchior : Preston
- 1966 : La Chambre des horreurs (Chamber of Horrors) de Hy Averback : Chun Sing
- 1969 : Crimes au musée de cire (Nightmare in Wax) de Bud Townsend : Max Black
- 1970 : Tora ! Tora ! Tora ! de Richard Fleischer, Toshio Masuda et Kinji Fukasaku : un général américain
- 1971 : Satan, mon amour (The Mephisto Waltz) de Paul Wendkos : Raymont
- 1971 : The Seven Minutes de Russ Meyer : Paul Van Fleet
- 1974 : Frankenstein Junior (Young Frankenstein) de Mel Brooks : le premier doyen du village
- 1974 : Pets de Raphael Nussbaum : l'amateur d'art
- 1975 : The Man in the Glass Booth d'Arthur Hiller : Joachim Berger
- 1977 : Génération Proteus (Demon Seed) de Donald Cammell : Petrosian

### Télévision
(séries, sauf mention contraire)
- 1958 : Monsieur et Madame détective (The Thin Man)
  - Saison 1, épisode 26 Bookworms : Ellwood
- 1958 : Mike Hammer (Mickey Spillane's Mike Hammer), première série
  - Saison 1, épisode 14 Beautiful, Blue and Deadly de Boris Sagal : Oliver Lynch
- 1958-1964 : Perry Mason, première série
  - Saison 1, épisode 30 The Case of the Screaming Woman (1958) d'Andrew V. McLaglen : Eugene Jarech
  - Saison 2, épisode 30 The Case of the Lame Canary (1959) : Ernest Wray
  - Saison 3, épisode 26 The Case of the Flighty Father (1960) de William D. Russell : Donald J. Evanson
  - Saison 4, épisode 19 The Case of the Blind Man's Bluff (1961) : Edgar Whitehead
  - Saison 6, épisode 18 The Case of the Two-Faced Turne-a-bout (1963) : Darius Tyson
  - Saison 7, épisode 25 The Case of the Illicit Illusion (1964) : Kirk Cameron
  - Saison 8, épisode 12 The Case of the Wooden Nickels (1964) : Rexford Wyler
- 1959 : 77 Sunset Strip
  - Saison 1, épisode 15 The Secret of Adam Cain : Bernard Stagg
- 1959 : Peter Gunn
  - Saison 1, épisode 34 Bullet for a Badge de Jack Arnold : Vincent Donniger
- 1959 : Bonne chance M. Lucky (Mr. Lucky)
  - Saison unique, épisode 7 The Gordon Caper : Walter Gordon
- 1960 : Les Aventuriers du Far West (Death Valley Days)
  - Saison 9, épisode 12 A Girl Named Virginia : Lou Kesselberg
- 1961 : L'Homme à la carabine (The Rifleman)
  - Saison 3, épisode 22 Close Than a Brother de Joseph H. Lewis : Ansel Bain
- 1961 : Bonanza
  - Saison 2, épisode 33 Élisabeth mon amour (Elizabeth My Love) de Lewis Allen : Mandible
- 1962 : Monsieur Ed, le cheval qui parle (Mister Ed)
  - Saison 2, épisode 15 Zsa Zsa d'Arthur Lubin : Jack Brady
- 1962 : Aventures dans les îles (Adventures in Paradise)
  - Saison 3, épisode 20 Le Faux Coupable (Build My Gallows Low) : Inspecteur Riebold
- 1964 : Voyage au fond des mers (Voyage to the Bottom of the Sea)
  - Saison 1, épisode 16 Salut au chef (Hail to the Chief) de Gerd Oswald : le président
- 1965 : Memorandum for a Spy, téléfilm de Stuart Rosenberg
- 1965 : Des agents très spéciaux (The Man from U.N.C.L.E.)
  - Saison 1, épisode 15 Le Sosie (The Deadly Deacoy Affair) d'Alvin Ganzer : Frame
- 1965 : L'Homme à la Rolls (Burke's Law), première série
  - Saison 3, épisode 2 Operation Long Shadow de Don Taylor : Général Henri Zachron
- 1967 : Match contre la vie (Run for Your Life)
  - Saison 2, épisode 26 East of the Equator de Fernando Lamas : M. Klein
- 1967 : Commando Garrison (Garrison's Gorillas)
  - Saison unique, épisode 3 The Grab : Eric Busch
- 1967 : Max la Menace (Get Smart)
  - Saison 3, épisode 5 Max, espion très spécial (Maxwell Smart, Private Eye) de Bruce Bilson : Peter
- 1967 : Daniel Boone
  - Saison 3, épisode 26 Bitter Mission de R. G. Springsteen : le gouverneur de Virginie
  - Saison 4, épisode 14 A Matter of Blood de Nathan Juran : William Creighton
- 1970 : Opération vol (It Takes a Thief)
  - Saison 3, épisode 21 The Suzie Simone Caper de Don Taylor : Kraus
- 1971 : Sur la piste du crime (The F.B.I.)
  - Saison 6, épisode 24 Turnabout de Robert Douglas : Alvin Holmquist
- 1976 : Le Riche et le Pauvre, feuilleton, épisode 9 Part VIII : Chapters 11 and 12 de David Greene : le maire d'Antibes